# Tadeusz Nalepiński

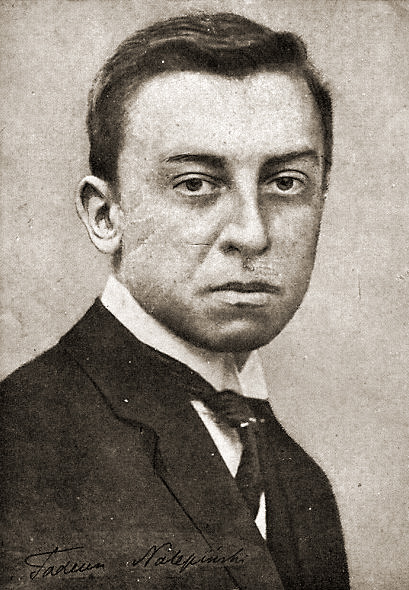
Tadeusz Nalepiński

Tadeusz Nalepiński (* 19. Januar 1885 in Łódź; † 13. November 1918 in Bern) war ein polnischer Lyriker, Schriftsteller und Literaturkritiker.
Nalepiński wuchs in Sankt Petersburg auf, wohin seine Eltern 1888 zogen. Er studierte an der Jagiellonen-Universität in Krakau und erlangte 1907 in Prag den Doktorgrad. Als Lyriker debütierte er 1905 mit dem expressionistischen Gedichtband Gaśnienie. 1910 erschien Chrzest, ein Werk, das von Stanisław Wyspiański beeinflusst war und in der Tatra spielte, die eine Symbollandschaft für die polnische Unabhängigkeit und Nalepiński von mehreren Aufenthalten und Treffen mit Stanisław Witkiewicz, Tadeusz Miciński und Andrzej Strug vertraut war. Auch weitere Werke wie das Kriegsepos Ave Patria das Theaterstück Książę niewolny (1914) und die Romane Śpiewnik rozdarty(1913) und Kazia (1919) kreisten um das  Thema der polnischen Unabhängigkeit.
1914 trat Nalepiński in die Polnischen Legionen ein, die er aber bald wegen eines Tuberkuloseleidens verlassen musste. Nachdem er bereits in früheren Jahren durch Europa, den Nahen Osten und die USA gereist war, übersiedelte er 1916 in die Schweiz. Er arbeitete für das Pressebüro des polnischen Nationalkomitees und veröffentlichte Artikel über moderne Literatur in polnischen und Schweizer Zeitschriften. Auch mit erotischen Gedichten hatte er einigen Erfolg. Er starb 1918 dreiunddreißigjährig an den Folgen der Tuberkulose.